# Ferry Doedens

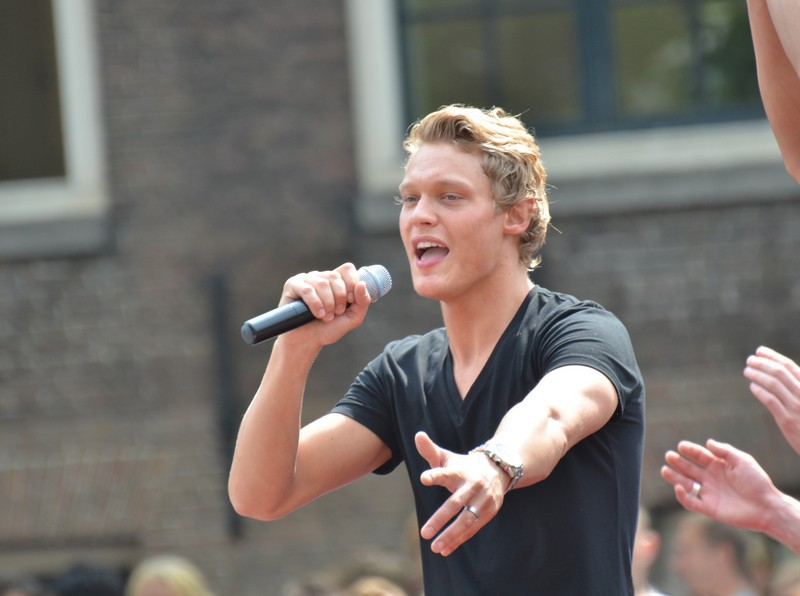
Ferry Doedens (2011)

Ferry Doedens (* 17. Juni 1990 in Drachten, Niederlande) ist ein niederländischer Schauspieler und Sänger.

## Biografie
Doedens nahm 2007 an der vierten Staffel von Idols teil. Im Juni 2008 wurde bekannt, dass er mit drei anderen Jungs in einer neuen Boyband namens IDSF ist. Die erste Single Sinner wurde veröffentlicht, war jedoch wenig erfolgreich.
Seit Juli 2009 spielt er die Rolle des Lucas Sanders in der niederländischen Soap Goede tijden, slechte tijden. Diese ist die erste homosexuelle Rolle in der Serie.
Doedens hatte eine Beziehung mit dem niederländischen Fotomodell Darryl Vriesde, bekannt aus dem niederländischen Programm BNN's Coolcast.

## TV
- Idols 4 ...Top 18 (2007)
- Goede tijden, slechte tijden ...Lucas Sanders (2009–2021)

## Filmografie (Auswahl)
- 2016: Scream Week (Sneekweek)

## Diskographie

### Singles
| Titel              | Jahr | Label | Bemerkung                       |
| ------------------ | ---- | ----- | ------------------------------- |
| Take a little time | 2010 |       | Für die Erdbebenopfer von Haiti |
| Bij mij            | 2011 |       |                                 |